# 李富春故居
李富春故居坐落在中国湖南省长沙市天心区三兴街2号，是原中共中央政治局常委、国务院副总理、国家计划委员会主任李富春的出生地。建筑面积480平方米，两层砖木结构民居建筑，是湖南省文物保护单位、湖南省爱国主义教育基地。

## 沿革
清朝末年，李富春祖父李世馨建立故居。第一层是店铺，店名“李福星扇店”，取名吉祥之意，经营扇子、棉絮等杂货；后面是作坊；二层和三层是住房。
1900年5月22日，李富春出生在故居，在此度过了他的童年和少年时光。20世纪20年代，李富春的父亲李曙云是教师，无心经营店铺，祖父李世馨便将它卖给了一李姓人家。1938年，长沙文夕大火，原来的房屋被焚毁。
1992年10月，中共中央宣传部分别致函国家计划委员会、中共湖南省委，“同意修复李富春同志故居纪念馆”。1993年1月开始规划重建，1995年4月，时任中共中央总书记、国家主席、中央军委主席的江泽民亲笔题名“李富春故居”。1995年5月22日，李富春故居正式建成并且对外开放。
2011年1月24日，李富春故居列入湖南省文物保护单位。

## 毗邻建筑
- 贾谊故居

## 照片
- 李富春故居入口。
- 李富春生平业绩陈列馆。
- 李富春祖父的店铺。
- 李富春的雕像。